# Bulbophyllum glabrum
Bulbophyllum glabrum är en orkidéart som beskrevs av Rudolf Schlechter. Bulbophyllum glabrum ingår i släktet Bulbophyllum och familjen orkidéer. Inga underarter finns listade i Catalogue of Life.